# Lanius gubernator
Picanço-de-emin ou picanço-da-savana (Lanius gubernator) é uma espécie de ave da família Laniidae.
Pode ser encontrada nos seguintes países: Camarões, República Centro-Africana, República Democrática do Congo, Costa do Marfim, Gana, Guiné-Bissau, Mali, Nigéria, Sudão e Uganda.
Os seus habitats naturais são: savanas áridas.